# Une cloche pour Ursli
Pour plus de détails, voir Fiche technique et Distribution.
Une cloche pour Ursli (Schellen-Ursli) est un film suisse sorti en 2015 d'après le roman Schellen-Ursli de Selina Chönz.
C'est la deuxième adaptation du même roman, après Schellen-Ursli, sorti en 1964.

## Synopsis
L'histoire se passe à Guarda en Engadine, dans le Canton des Grisons. Les parents du petit chevrier, Ursli, le héros de l'histoire, crient famine après la perte de leur production annuelle de fromage, ce qui les pousse à céder la chèvre préférée d'Ursli au fils de l'épicier du village, tout cela alors que les festivités du Chalandamarz approchent.

## Distribution
- Jonas Hartmann : Ursli
- Julia Jeker : Seraina
- Laurin Michael : Roman
- Marcus Signer : Linard
- Tonia Maria Zindel : Luisa
- Leonardo Nigro : Armon
- Martin Rapold : Paul
- Sarah Sophia Meyer : Annina
- Andrea Zogg : Pfarrer
- Peter Jecklin : Lehrer
- René Schnoz : Gian
- Herbert Leiser : Giacomin

## Box-office
Lors de sa sortie en Suisse romande, le 16 décembre 2015, il avait déjà totalisé plus de 300 000 entrées en Suisse allemande, ce qui en fait d'ores et déjà un des plus gros succès du box-office en Suisse pour un film suisse.